# 충청권의 방송 송신소·중계소 목록

## 계룡산 송신소
- 연 위치 : 충남 계룡시 신도안면 부남리 산11-5

| 디지털TV  |                   |            |                     |      |                                           |
| 가상채널  | 방송국명          | 호출부호   | 물리채널            | 출력 | 가시청권                                  |
| CH 7-1    | KBS대전 DTV2      | HLQT-DTV   | CH 32               | 1㎾  | 대전, 충북 중남부, 충남 중남부            |
| CH 9-1    | KBS대전 DTV1      | HLKI-DTV   | CH 26               | 1㎾  | 대전, 충북 중남부, 충남 중남부            |
| CH 10-1   | EBS 1TV           | HLQL-DTV   | CH 38               | 1㎾  | 대전, 충북 중남부, 충남 중남부            |
| CH 10-2   | EBS 2TV           | HLQL-DTV   | CH 38               | 1㎾  | 대전, 충북 중남부, 충남 중남부            |
| UHDTV     |                   |            |                     |      |                                           |
| 가상채널  | 방송국명          | 호출부호   | 물리채널            | 출력 | 가시청권                                  |
| CH 7-1    | KBS대전 2TV       | HLDF-UHDTV | CH 56               | 5㎾  | 대전, 충북 중남부, 충남 중남부            |
| CH 9-1    | KBS대전 1TV       | HLki-UHDTV | CH 56               | 5㎾  | 대전, 충북 중남부, 충남 중남부            |
| FM라디오  |                   |            |                     |      |                                           |
| 채널      | 방송국명          | 호출부호   |                     | 출력 | 가시청권                                  |
| 94.7㎒    | KBS대전 제1라디오 | HLKI-SFM   |                     | 1㎾  | 대전, 충남 중남부, 충북 중남부, 전북 일부 |
| 98.5㎒    | KBS대전 음악FM    | HLKI-FM    |                     | 5㎾  | 대전, 충남 중남부, 충북 중남부, 전북 일부 |
| 105.7㎒   | EBS FM            | HLQL-FM    |                     | 5㎾  | 대전, 충남 중남부, 충북 중남부, 전북 일부 |
| 지상파DMB |                   |            |                     |      |                                           |
| 앙상블명  | 방송국명          | 호출부호   | 채널(주파수)        | 출력 | 가시청권                                  |
| MY MBC    | my MBC11          | HLCQ-TDMB  | CH 11-A (199.280㎒) | 2㎾  | 대전, 충남 중남부, 충북 중남부            |
| U-KBS     | KBS STAR          | HLKI-TDMB  | CH 11-B (201.008㎒) | 2㎾  | 대전, 충남 중남부, 충북 중남부            |
| U-KBS     | HD KBS STAR       | HLKI-TDMB  | CH 11-B (201.008㎒) | 2㎾  | 대전, 충남 중남부, 충북 중남부            |
| U-KBS     | KBS HEART         | HLKI-TDMB  | CH 11-B (201.008㎒) | 2㎾  | 대전, 충남 중남부, 충북 중남부            |
| U-KBS     | KBS MUSIC         | HLKI-TDMB  | CH 11-B (201.008㎒) | 2㎾  | 대전, 충남 중남부, 충북 중남부            |

## 가엽산 중계소
- 연 위치 : 충북 음성군 음성읍 용산리 산11-4

| 디지털TV  |                     |           |                      |      |                                                  |
| 가상채널  | 방송국명            | 호출부호  | 물리채널             | 출력 | 가시청권                                         |
| CH 6-1    | CJB DTV             | HLDR-DTV  | CH 43                | 2㎾  | 충주, 제천 일부, 음성 일부, 이천 일부, 여주 일부 |
| CH 7-1    | KBS충주 DTV2        | HLQF-DTV  | CH 47                | 2㎾  | 충주, 제천 일부, 음성 일부, 이천 일부, 여주 일부 |
| CH 9-1    | KBS충주 DTV1        | HLCH-DTV  | CH 39                | 2㎾  | 충주, 제천 일부, 음성 일부, 이천 일부, 여주 일부 |
| CH 10-1   | EBS 1TV             | HLQL-DTV  | CH 49                | 2㎾  | 충주, 제천 일부, 음성 일부, 이천 일부, 여주 일부 |
| CH 10-2   | EBS 2TV             | HLQL-DTV  | CH 49                | 2㎾  | 충주, 제천 일부, 음성 일부, 이천 일부, 여주 일부 |
| CH 11-1   | MBC충북 충주 DTV    | HLAO-DTV  | CH 40                | 2㎾  | 충주, 제천 일부, 음성 일부, 이천 일부, 여주 일부 |
| FM라디오  |                     |           |                      |      |                                                  |
| 채널      | 방송국명            | 호출부호  |                      | 출력 | 가시청권                                         |
| 88.7㎒    | 충주MBC FM4U        | HLAO-FM   |                      | 3㎾  | 충주, 제천 일부, 음성 일부, 이천 일부, 여주 일부 |
| 92.1㎒    | KBS충주 제1라디오   | HLCH-SFM  |                      | 1㎾  | 충주, 제천 일부, 음성 일부, 이천 일부, 여주 일부 |
| 96.1㎒    | MBC충북 충주 라디오 | HLAO-SFM  |                      | 1㎾  | 충주, 제천 일부, 음성 일부, 이천 일부, 여주 일부 |
| 100.3㎒   | KBS충주 음악FM      | HLCH-FM   |                      | 3㎾  | 충주, 제천 일부, 음성 일부, 이천 일부, 여주 일부 |
| 104.1㎒   | EBS FM              | HLQL-FM   |                      | 3㎾  | 충주, 제천 일부, 음성 일부, 이천 일부, 여주 일부 |
| 106.7㎒   | 청주불교방송        | HLDJ-FM   |                      | 300W | 충주, 제천 일부, 음성 일부, 이천 일부, 여주 일부 |
| 지상파DMB |                     |           |                      |      |                                                  |
| 앙상블명  | 방송국명            | 호출부호  | 채널(주파수)         | 출력 | 가시청권                                         |
| myMBC     | my MBC 11           | HLCQ-TDMB | CH 11-A (199.280MHz) | 2kW  | 충주, 제천 일부, 음성 일부, 이천 일부, 여주 일부 |
| U-KBS     | KBS STAR            | HLKI-TDMB | CH 11-B (201.008MHz) | 2kW  | 충주, 제천 일부, 음성 일부, 이천 일부, 여주 일부 |
| U-KBS     | HD KBS STAR         | HLKI-TDMB | CH 11-B (201.008MHz) | 2kW  | 충주, 제천 일부, 음성 일부, 이천 일부, 여주 일부 |
| U-KBS     | KBS HEART           | HLKI-TDMB | CH 11-B (201.008MHz) | 2kW  | 충주, 제천 일부, 음성 일부, 이천 일부, 여주 일부 |
| U-KBS     | KBS MUSIC           | HLKI-TDMB | CH 11-B (201.008MHz) | 2kW  | 충주, 제천 일부, 음성 일부, 이천 일부, 여주 일부 |

## 금적산 중계소
- 연 위치 : 충북 보은군 삼승면 서원리 산52-2
- 연 위치 : 충북 옥천군 안내면 오덕리 산1-1

| 디지털TV  |                     |           |                      |       |                                        |
| 가상채널  | 방송국명            | 호출부호  | 물리채널             | 출력  | 가시청권                               |
| CH 6-1    | CJB DTV             | HLDR-DTV  | CH 42                | 90W   | 보은, 옥천, 영동, 대전 일부, 상주 일부 |
| CH 7-1    | KBS청주 DTV2        | HLAC-DTV  | CH 31                | 90W   | 보은, 옥천, 영동, 대전 일부, 상주 일부 |
| CH 9-1    | KBS청주 DTV1        | HLKQ-DTV  | CH 40                | 90W   | 보은, 옥천, 영동, 대전 일부, 상주 일부 |
| CH 10-1   | EBS 1TV             | HLQL-DTV  | CH 48                | 90W   | 보은, 옥천, 영동, 대전 일부, 상주 일부 |
| CH 10-2   | EBS 2TV             | HLQL-DTV  | CH 48                | 90W   | 보은, 옥천, 영동, 대전 일부, 상주 일부 |
| CH 11-1   | MBC충북 청주 TV     | HLAX-DTV  | CH 41                | 90W   | 보은, 옥천, 영동, 대전 일부, 상주 일부 |
| FM라디오  |                     |           |                      |       |                                        |
| 채널      | 방송국명            | 호출부호  |                      | 출력  | 가시청권                               |
| 89.3MHz   | KBS청주 1라디오     | HLKQ-SFM  |                      | 90W   | 보은, 옥천, 영동                       |
| 96.3MHz   | MBC충북 청주 라디오 | HLAX-SFM  |                      | 500㎾ | 보은, 옥천, 영동                       |
| 지상파DMB |                     |           |                      |       |                                        |
| 앙상블명  | 방송국명            | 호출부호  | 채널(주파수)         | 출력  | 가시청권                               |
| myMBC     | my MBC 11           | HLCQ-TDMB | CH 11-A (199.280MHz) | 90kW  | 보은, 옥천, 영동, 대전 일부, 상주 일부 |
| U-KBS     | KBS STAR            | HLKI-TDMB | CH 11-B (201.008MHz) | 90kW  | 보은, 옥천, 영동, 대전 일부, 상주 일부 |
| U-KBS     | HD KBS STAR         | HLKI-TDMB | CH 11-B (201.008MHz) | 90kW  | 보은, 옥천, 영동, 대전 일부, 상주 일부 |
| U-KBS     | KBS HEART           | HLKI-TDMB | CH 11-B (201.008MHz) | 90kW  | 보은, 옥천, 영동, 대전 일부, 상주 일부 |
| U-KBS     | KBS MUSIC           | HLKI-TDMB | CH 11-B (201.008MHz) | 90kW  | 보은, 옥천, 영동, 대전 일부, 상주 일부 |

## 금성 중계소
- 연 위치 : 충북 제천시 금성면 구룡리 산1

| 디지털TV |              |          |          |      |               |
| 가상채널 | 방송국명     | 호출부호 | 물리채널 | 출력 | 가시청권      |
| 7-1      | KBS청주DTV2  | HLAC-DTV | 30       | 20W  | 제천시 금성면 |
| 9-1      | KBS청주 DTV1 | HLKQ-DTV | 28       | 20W  | 제천시 금성면 |
| 10-1     | EBS 1TV      | HLQL-DTV | 45       | 20W  | 제천시 금성면 |
| 10-2     | EBS 2TV      | HLQL-DTV | 45       | 20W  | 제천시 금성면 |

## 단양 금수산 중계소
- 연 위치 : 충북 단양군 적성면 상리 산86 금수산

| 디지털TV  |                     |           |                      |        |                                                   |
| 가상채널  | 방송국명            | 호출부호  | 물리채널             | 출력   | 가시청권                                          |
| 6-1       | CJB 청주방송 DTV    | HLDR-DTV  | 33                   | 90㎾   | 단양                                              |
| 7-1       | KBS충주 DTV2        | HLCH-DTV  | 27                   | 90㎾   | 단양                                              |
| 9-1       | KBS충주 DTV1        | HLCH-DTV  | 26                   | 90㎾   | 단양                                              |
| 10-1      | EBS 1TV             | HLQL-DTV  | 32                   | 90㎾   | 단양                                              |
| 10-2      | EBS 2TV             | HLQL-DTV  | 32                   | 90㎾   | 단양                                              |
| 11-1      | MBC충북 충주 DTV    | HLAO-DTV  | 25                   | 90㎾   | 단양                                              |
| FM라디오  |                     |           |                      |        |                                                   |
| 채널      | 방송국명            | 호출부호  |                      | 출력   | 가시청권                                          |
| 94.1㎒    | MBC충북 충주 라디오 | HLAO-SFM  |                      | 0.5㎾  | 단양                                              |
| 103.3㎒   | KBS충주 제1라디오   | HLCH-SFM  |                      | 0.25㎾ | 단양                                              |
| 105.5㎒   | EBS FM              | HLQL-FM   |                      | 100㎾  | 단양                                              |
| 지상파DMB |                     |           |                      |        |                                                   |
| 앙상블명  | 방송국명            | 호출부호  | 채널(주파수)         | 출력   | 가시청권                                          |
| myMBC     | my MBC 11           | HLCQ-TDMB | CH 11-A (199.280MHz) | 90kW   | 청주, 진천, 증평, 음성 일부, 괴산 일부, 세종 일부 |
| U-KBS     | KBS STAR            | HLKI-TDMB | CH 11-B (201.008MHz) | 90kW   | 청주, 진천, 증평, 음성 일부, 괴산 일부, 세종 일부 |
| U-KBS     | HD KBS STAR         | HLKI-TDMB | CH 11-B (201.008MHz) | 90kW   | 청주, 진천, 증평, 음성 일부, 괴산 일부, 세종 일부 |
| U-KBS     | KBS HEART           | HLKI-TDMB | CH 11-B (201.008MHz) | 90kW   | 청주, 진천, 증평, 음성 일부, 괴산 일부, 세종 일부 |
| U-KBS     | KBS MUSIC           | HLKI-TDMB | CH 11-B (201.008MHz) | 90kW   | 청주, 진천, 증평, 음성 일부, 괴산 일부, 세종 일부 |

## 대덕 송신소
- 연 주소:대전 대덕구 와동 291-2

| AM라디오 |                           |          |      |                                      |
| 채널     | 방송국명                  | 호출부호 | 출력 | 가시청권                             |
| 882㎑    | KBS대전방송총국 제1라디오 | HLKI     | 20㎾ | 대전, 충남 중남부, 충북 중남부, 세종 |

## 대전 송신소
- 연 주소:대전 동구 효동 122-1

| FM라디오 |              |          |      |                        |
| 주파수   | 방송국명     | 호출부호 | 출력 | 가시청권               |
| 90.5MHz  | 대전국악방송 | HLEK-FM  | 1㎾  | 대전, 옥천, 금산, 청주 |

## 영동 송신소
- 연 주소:충북 영동군 영동읍 주곡리 산32-3

| FM라디오 |              |          |      |              |
| 주파수   | 방송국명     | 호출부호 | 출력 | 가시청권     |
| 99.5MHz  | 영동국악방송 | HLEK-FM  | 300W | 영동군, 청주 |

## 두타산 중계소
- 연 주소:충북 진천군 초평면 용정리 산30-26

| 디지털TV |           |          |          |      |               |
| 가상채널 | 방송국명  | 호출부호 | 물리채널 | 출력 | 가시청권      |
| CH 11-1  | MBC충북TV | HLAX-DTV | 25       | 90W  | 진천군 초평면 |

## 공주 중계소
- 연 주소:충남 공주시 반죽동 산2-1 봉황산

| 디지털TV |                  |          |          |       |                 |
| 가상채널 | 방송국명         | 호출부호 | 물리채널 | 출력  | 가시청권        |
| CH 6-1   | TJB 대전방송TV   | HLDF-DTV | CH 46    | 90㎾  | 공주(시내) 일원 |
| CH 7-1   | KBS대전 DTV2     | HLQT-DTV | CH 29    | 20㎾  | 공주(시내) 일원 |
| CH 9-1   | KBS대전 DTV1     | HLKI-DTV | CH 21    | 20㎾  | 공주(시내) 일원 |
| CH 10-1  | EBS 1TV          | HLQL-DTV | CH 48    | 1㎾   | 공주(시내) 일원 |
| CH 10-2  | EBS 2TV          | HLQL-DTV | CH 48    | 1㎾   | 공주(시내) 일원 |
| CH 11-1  | 대전MBC TV       | HLCQ-DTV | CH 17    | 20㎾  | 공주(시내) 일원 |
| FM라디오 |                  |          |          |       |                 |
| 채널     | 방송국명         | 호출부호 |          | 출력  | 가시청권        |
| 93.3㎒   | febc대전극동방송 | HLAD-FM  |          | 0.5㎾ | 공주(시내) 일원 |

## 부모산 송신소
- 연 위치 : 	충북 청주시 흥덕구 지동동 산7-3

| FM라디오 |                 |          |      |                                               |
| 채널     | 방송국명        | 호출부호 | 출력 | 가시청권                                      |
| 91.5MHz  | CBS충북 라디오  | HLAC-FM  | 3㎾  | 청주,증평,진천,음성, 괴산,보은,대전,세종 일부 |
| 96.7MHz  | BBS청주불교방송 | HLDJ-FM  | 3㎾  | 청주,증평,진천,음성, 괴산,보은,대전,세종 일부 |
| 103.3MHz | tbn충북교통방송 | HLEO-FM  | 3㎾  | 청주,증평,진천,음성, 괴산,보은,대전,세종 일부 |

## 속리 중계소
- 연 주소:충북 보은군 속리산면 사내리 산14-1

| 디지털TV |             |          |          |      |                  |
| 가상채널 | 방송국명    | 호출부호 | 물리채널 | 출력 | 가시청권         |
| CH 7-1   | KBS청주 2TV | HLQH-DTV | 30       | 20㎾ | 보은군, 속리산면 |
| CH 9-1   | KBS청주 1TV | HLKQ-DTV | 21       | 20㎾ | 보은군, 속리산면 |
| CH 10-1  | EBS 1TV     | HLQL-DTV | 37       | 20㎾ | 보은군, 속리산면 |
| CH 10-2  | EBS 2TV     | HLQL-DTV | 37       | 20㎾ | 보은군, 속리산면 |
| CH 11-1  | MBC충북TV   | HLAX-DTV | 19       | 20㎾ | 보은군, 속리산면 |

## 수산 소출력
- 연 주소1 : 충북 제천시 수산면 내리 829

| 디지털TV |                  |          |          |       |               |
| 가상채널 | 방송국명         | 호출부호 | 물리채널 | 출력  | 가시청권      |
| CH 6-1   | CJB 청주방송 DTV | HLDR-DTV | CH 33    | 0.05W | 제천시 수산면 |
| CH 7-1   | KBS청주 DTV2     | HLAC-DTV | CH 27    | 0.05W | 제천시 수산면 |
| CH 9-1   | KBS청주 DTV1     | HLKQ-DTV | CH 26    | 0.05W | 제천시 수산면 |
| CH 10-1  | EBS 1TV          | HLQL-DTV | CH 32    | 0.05W | 제천시 수산면 |
| CH 10-2  | EBS 2TV          | HLQL-DTV | CH 32    | 0.05W | 제천시 수산면 |
| CH 11-1  | MBC충북 청주 TV  | HLAX-DTV | CH 25    | 0.05W | 제천시 수산면 |

## 식장산 송신소 중계소
- 위치
  - 대전 동구 대성동 산2-7 (KBS)
  - 대전 동구 세천동 603-1 (대전MBC)
  - 대전 동구 낭월1동 300 (TJB)
- 철탑형식 : 60m 사각자립식 (TJB)
- 특이사항 : 대전ㆍ충남지역을 가청권역으로 하는 방송국의 키 스테이션이 위치해 있다.

| 디지털TV  |                   |            |                      |              |                                                |               |
| 가상채널  | 방송국명          | 호출부호   | 물리채널             | 출력         | 가시청권                                       | 개국일        |
| CH 6-1    | TJB 대전방송TV    | HLDF-DTV   | CH 15                | 2.5㎾        | 대전, 옥천, 금산, 청주                         | 2003. 12. 1.  |
| CH 7-1    | KBS대전 DTV2      | HLQT-DTV   | CH 16                | 2.5㎾        | 대전, 옥천, 금산, 청주                         | 2004. 7. 12.  |
| CH 9-1    | KBS대전 DTV1      | HLKI-DTV   | CH 14                | 2.5㎾        | 대전, 옥천, 금산, 청주                         | 2004. 7. 12.  |
| CH 9-1    | KBS청주 DTV1      | HLKQ-DTV   | CH 33                | 2.5㎾        | 대전, 옥천, 금산, 청주                         | 2005. 12. 26. |
| CH 10-1   | EBS 1TV           | HLQL-DTV   | CH 18                | 2.5㎾        | 대전, 옥천, 금산, 청주                         | 2005. 2. 18.  |
| CH 10-2   | EBS 2TV           | HLQL-DTV   | CH 18                | 2.5㎾        | 대전, 옥천, 금산, 청주                         | 2015. 2. 11.  |
| CH 11-1   | 대전MBC TV        | HLCQ-DTV   | CH 17                | 2.5㎾        | 대전, 옥천, 금산, 청주                         | 2004. 7. 31.  |
| UHDTV     |                   |            |                      |              |                                                |               |
| 가상채널  | 방송국명          | 호출부호   | 물리채널             | 출력         | 가시청권                                       | 개국일        |
| CH 6-1    | TJB대전방송 UHDTV | HLDF-UHDTV | CH 53                | 5㎾          | 대전, 옥천, 금산, 무주 일부, 청주 일부, 세종시 | 2017. 12. 31. |
| CH 7-1    | KBS대전 2TV       | HLQT-UHDTV | CH 56                | 5㎾          | 대전, 옥천, 금산, 무주 일부, 청주 일부, 세종시 | 2017. 12. 29. |
| CH 9-1    | KBS대전 1TV       | HLKI-UHDTV | CH 52                | 5㎾          | 대전, 옥천, 금산, 무주 일부, 청주 일부, 세종시 | 2017. 12. 29. |
| CH 11-1   | 대전MBC UHDTV     | HLCQ-UHDTV | CH 55                | 5㎾          | 대전, 옥천, 금산, 무주 일부, 청주 일부, 세종시 | 2017. 12. 29. |
| FM라디오  |                   |            |                      |              |                                                |               |
| 채널      | 방송국명          | 호출부호   |                      | 출력         | 가시청권                                       | 개국일        |
| 91.7㎒    | 대전CBS 라디오    | HLDX-FM    |                      | 5kW          | 대전, 충남 중남부, 충북 중남부, 전북 일부      | 1998. 12. 21. |
| 92.5㎒    | 대전MBC 라디오    | HLCQ-SFM   | 3kW                  | 1996. 3. 15. | 대전, 충남 중남부, 충북 중남부, 전북 일부      |               |
| 93.3㎒    | febc대전극동방송  | HLAD-FM    | 5kW                  | 1989. 12. 1. | 대전, 충남 중남부, 충북 중남부, 전북 일부      |               |
| 95.7㎒    | TJB PowerFM       | HLDF-FM    | 5kW                  | 1998. 3. 2.  | 대전, 충남 중남부, 충북 중남부, 전북 일부      |               |
| 97.5㎒    | 대전MBC FM4U      | HLCQ-FM    | 5kW                  | 1983. 9. 26. | 대전, 충남 중남부, 충북 중남부, 전북 일부      |               |
| 100.9㎒   | KBS대전 제2라디오 | HLQT-SFM   | 3kW                  | 2001. 12. 5. | 대전, 충남 중남부, 충북 중남부, 전북 일부      |               |
| 102.1㎒   | KBS청주 음악FM    | -          | 3kW                  | ?            | 대전, 충남 중남부, 충북 중남부, 전북 일부      |               |
| 102.9㎒   | TBN대전교통방송   | HLDT-FM    | 3kW                  | 1999. 7. 14. | 대전, 충남 중남부, 충북 중남부, 전북 일부      |               |
| 106.3㎒   | PBC대전평화방송   | HLQO-FM    | 3kW                  | 2000. 12. 1. | 대전, 충남 중남부, 충북 중남부, 전북 일부      |               |
| 107.9㎒   | EBS FM            | -          | 3kW                  | ?            | 대전, 충남 중남부, 충북 중남부, 전북 일부      |               |
| 지상파DMB |                   |            |                      |              |                                                |               |
| 앙상블명  | 방송국명          | 호출부호   | 채널(주파수)         | 출력         | 가시청권                                       | 개국일        |
| MY MBC    | my MBC11          | HLCQ-TDMB  | CH 11-A (199.280MHz) | 2㎾          | 대전, 옥천, 금산, 무주 일부, 청주 일부, 세종시 | 2007. 11. 16. |
| U-KBS     | KBS STAR          | HLKI-TDMB  | CH 11-B (201.008MHz) | 2㎾          | 대전, 옥천, 금산, 무주 일부, 청주 일부, 세종시 | 2007. 1. 11.  |
| U-KBS     | HD KBS STAR       | HLKI-TDMB  | CH 11-B (201.008MHz) | 2㎾          | 대전, 옥천, 금산, 무주 일부, 청주 일부, 세종시 | 2007. 1. 11.  |
| U-KBS     | KBS HEART         | HLKI-TDMB  | CH 11-B (201.008MHz) | 2㎾          | 대전, 옥천, 금산, 무주 일부, 청주 일부, 세종시 | 2007. 1. 11.  |
| U-KBS     | KBS MUSIC         | HLKI-TDMB  | CH 11-B (201.008MHz) | 2㎾          | 대전, 옥천, 금산, 무주 일부, 청주 일부, 세종시 | 2007. 1. 11.  |
| TJB u     | TJB-SBSu          | HLDF-TDMB  | CH 11-C (202.736MHz) | 2㎾          | 대전, 옥천, 금산, 무주 일부, 청주 일부, 세종시 | 2007. 9. 28.  |
| TJB u     | CJB-mYTN          | HLDF-TDMB  | CH 11-C (202.736MHz) | 2㎾          | 대전, 옥천, 금산, 무주 일부, 청주 일부, 세종시 | 2007. 9. 28.  |

| 아날로그TV 폐국             |             |          |      |      |                                        |                                        |
| 2012년 10월 16일 14:00 종료 |             |          |      |      |                                        |                                        |
| 채널                        | 방송국명    | 호출부호 |      | 출력 | ERP                                    | 가시청권                               |
| 4                           | KBS청주 1TV | -        |      | 1kW  |                                        | 보은, 옥천, 영동, 대전 일부, 청주 일부 |
| 8＋                         | 대전MBC     | HLCQ-TV  | 5kW  |      | 대전, 옥천, 금산, 보은 일부, 청주 일부 |                                        |
| 22                          | TJB대전방송 | HLDF-TV  | 10kW |      | 대전, 옥천, 금산, 보은 일부, 청주 일부 |                                        |
| 48                          | KBS대전 2TV | HLQT-TV  | 5kW  |      | 대전, 옥천, 금산, 보은 일부, 청주 일부 |                                        |
| 54                          | EBS 1TV     | -        | 5kW  |      | 대전, 옥천, 금산, 보은 일부, 청주 일부 |                                        |
| 56                          | KBS대전 1TV | HLKI-TV  | 5kW  |      | 대전, 옥천, 금산, 보은 일부, 청주 일부 |                                        |

## 영춘 중계소
- 연 위치 : 충북 단양군 적성면 상리 산86 금수산

| 디지털TV |                  |          |          |      |          |
| 가상채널 | 방송국명         | 호출부호 | 물리채널 | 출력 | 가시청권 |
| CH 7-1   | KBS충주 DTV2     | HLCH-DTV | CH 20    | 2W   |          |
| CH 9-1   | KBS충주 DTV1     | HLCH-DTV | CH 19    | 2W   |          |
| CH 10-1  | EBS 1TV          | HLQL-DTV | CH 35    | 2W   |          |
| CH 10-2  | EBS 2TV          | HLQL-DTV | CH 35    | 2W   |          |
| CH 11-1  | MBC충북 충주 DTV | HLAO-DTV | CH 22    | 2W   |          |

## 초현 중계소
- 위치 : 충남 금산군 남일면 초현리 산45-8

| 디지털TV |              |          |          |      |
| 가상채널 | 방송국명     | 호출부호 | 물리채널 | 출력 |
| CH 7-1   | KBS대전 DTV2 | HLQT-DTV | CH 16    | 5kw  |
| CH 9-1   | KBS대전 DTV1 | HLKI-DTV | CH 14    | 5kw  |
| CH 10-1  | EBS 1TV      | HLQL-DTV | CH 18    | 5kw  |
| CH 10-2  | EBS 2TV      | HLQL-DTV | CH 18    | 5kw  |

## 우암산 송신소
- 연 주소1 : 충북 청주시 상당구 수동 산2-4
- 연 주소2 충북 청주시 상당구 수동 산2-3
- 연 주소3 : 충북 청주시 상당구 수동 산2-1

| 디지털TV  |                            |            |                      |      |                                                   |
| 가상채널  | 방송국명                   | 호출부호   | 물리채널             | 출력 | 가시청권                                          |
| CH 6-1    | CJB 청주방송 DTV           | HLDR-DTV   | CH 24                | 2㎾  | 청주, 진천, 증평 일부 : 세종, 음성, 괴산          |
| CH 7-1    | KBS청주 DTV2               | HLAC-DTV   | CH 34                | 2㎾  | 청주, 진천, 증평 일부 : 세종, 음성, 괴산          |
| CH 9-1    | KBS청주 DTV1               | HLKQ-DTV   | CH 23                | 2㎾  | 청주, 진천, 증평 일부 : 세종, 음성, 괴산          |
| CH 10-1   | EBS 1TV                    | HLQL-DTV   | CH 35                | 2㎾  | 청주, 진천, 증평 일부 : 세종, 음성, 괴산          |
| CH 10-2   | EBS 2TV                    | HLQL-DTV   | CH 35                | 2㎾  | 청주, 진천, 증평 일부 : 세종, 음성, 괴산          |
| CH 11-1   | MBC 충북청주 TV            | HLAX-DTV   | CH 20                | 2㎾  | 청주, 진천, 증평 일부 : 세종, 음성, 괴산          |
| UHD       |                            |            |                      |      |                                                   |
| 가상채널  | 방송국명                   | 호출부호   | 물리채널             | 출력 | 가시청권                                          |
| CH 7-1    | KBS청주 UHDTV2             | HLAC-UHDTV | CH 56                | 5㎾  | 청주, 진천, 증평 일부 : 세종, 음성, 괴산          |
| CH 9-1    | KBS청주 DTV1               | HLKQ-UHDTV | CH 21                | 5㎾  | 청주, 진천, 증평 일부 : 세종, 음성, 괴산          |
| CH 9-2    | KBS NEWS D                 | HLKQ-UHDTV | CH 21                | 5㎾  | 청주, 진천, 증평 일부 : 세종, 음성, 괴산          |
| CH 9-3    | KBS 1Radio                 | HLKQ-UHDTV | CH 21                | 5㎾  | 청주, 진천, 증평 일부 : 세종, 음성, 괴산          |
| CH 11-1   | MBC 충북청주 TV UHDTV      | HLAX-UHDTV | 예정                 | 5㎾  | 청주, 진천, 증평 일부 : 세종, 음성, 괴산          |
| FM라디오  |                            |            |                      |      |                                                   |
| 채널      | 방송국명                   | 호출부호   |                      | 출력 | 가시청권                                          |
| 89.3MHz   | KBS청주 제1라디오          | HLKQ-SFM   |                      | 1㎾  | 청주, 진천, 증평, 음성 일부, 괴산 일부, 세종 일부 |
| 90.9MHz   | KBS청주 제2라디오(HappyFM) | HLAC-SFM   |                      | 1㎾  | 청주, 진천, 증평, 음성 일부, 괴산 일부, 세종 일부 |
| 94.1MHz   | KBS청주 음악FM             | HLKQ-FM    |                      | 1㎾  | 청주, 진천, 증평, 음성 일부, 괴산 일부, 세종 일부 |
| 99.7MHz   | MBC충북 청주 FM4U          | HLAX-FM    |                      | 1㎾  | 청주, 진천, 증평, 음성 일부, 괴산 일부, 세종 일부 |
| 101.5MHz  | CJB JOY FM                 | HLDR-FM    |                      | 3㎾  | 청주, 진천, 증평, 음성 일부, 괴산 일부, 세종 일부 |
| 107.1MHz  | MBC 충북 청주 라디오       | HLAX-SFM   |                      | 1㎾  | 청주, 진천, 증평, 음성 일부, 괴산 일부, 세종 일부 |
| 지상파DMB |                            |            |                      |      |                                                   |
| 앙상블명  | 방송국명                   | 호출부호   | 채널(주파수)         | 출력 | 가시청권                                          |
| myMBC     | my MBC 11                  | HLCQ-TDMB  | CH 11-A (199.280MHz) | 2kW  | 청주, 진천, 증평, 음성 일부, 괴산 일부, 세종 일부 |
| U-KBS     | KBS STAR                   | HLKI-TDMB  | CH 11-B (201.008MHz) | 2kW  | 청주, 진천, 증평, 음성 일부, 괴산 일부, 세종 일부 |
| U-KBS     | HD KBS STAR                | HLKI-TDMB  | CH 11-B (201.008MHz) | 2kW  | 청주, 진천, 증평, 음성 일부, 괴산 일부, 세종 일부 |
| U-KBS     | KBS HEART                  | HLKI-TDMB  | CH 11-B (201.008MHz) | 2kW  | 청주, 진천, 증평, 음성 일부, 괴산 일부, 세종 일부 |
| U-KBS     | KBS MUSIC                  | HLKI-TDMB  | CH 11-B (201.008MHz) | 2kW  | 청주, 진천, 증평, 음성 일부, 괴산 일부, 세종 일부 |
| TJB u     | TJB-SBSu                   | HLDF-TDMB  | CH 11-C (202.736MHz) | 2kW  | 청주, 진천, 증평, 음성 일부, 괴산 일부, 세종 일부 |
| TJB u     | CJB-mYTN                   | HLDF-TDMB  | CH 11-C (202.736MHz) | 2kW  | 청주, 진천, 증평, 음성 일부, 괴산 일부, 세종 일부 |

## 원효봉 중계소
- 연 주소1 : 충남 서산시 해미면 산수리 산25-1

| 디지털TV  |                   |           |                      |       |                             |
| 가상채널  | 방송국명          | 호출부호  | 물리채널             | 출력  | 가시청권                    |
| CH 6-1    | TJB DTV           | HLDF-DTV  | CH 20                | 1㎾   | 충남 서북부, 경기 서남부    |
| CH 7-1    | KBS대전 DTV2      | HLQT-DTV  | CH 21                | 1㎾   | 충남 서북부, 경기 서남부    |
| CH 9-1    | KBS대전 DTV1      | HLKI-DTV  | CH 23                | 1㎾   | 충남 서북부, 경기 서남부    |
| CH 10-1   | EBS 1TV           | HLQL-DTV  | CH 35                | 1㎾   | 충남 서북부, 경기 서남부    |
| CH 10-2   | EBS 2TV           | HLQL-DTV  | CH 35                | 1㎾   | 충남 서북부, 경기 서남부    |
| CH 11-1   | 대전MBC DTV       | HLCQ-DTV  | CH 33                |       |                             |
| FM라디오  |                   |           |                      |       |                             |
| 채널      | 방송국명          | 호출부호  |                      | 출력  | 가시청권                    |
| 88.1㎒    | KBS대전 제1라디오 | HLKI-SFM  |                      | 250㎾ | 충남 서북부, 경기 남부 일부 |
| 91.3㎒    | 대전MBC 라디오    | HLCQ-SFM  |                      | 500W  | 충남 서북부, 경기 남부 일부 |
| 96.5㎒    | TJB POWER FM      | HLDF-FM   |                      | 500W  | 충남 서북부, 경기 남부 일부 |
| 102.3㎒   | EBS FM            | HLQL-FM   |                      | 500W  | 충남 서북부, 경기 남부 일부 |
| 103.9㎒   | tbn충남교통방송   | HLEP-FM   |                      | 1㎾   | 충남 서북부, 경기 남부 일부 |
| 지상파DMB |                   |           |                      |       |                             |
| 앙상블명  | 방송국명          | 호출부호  | 채널(주파수)         | 출력  | 가시청권                    |
| MY MBC    | my MBC11          | HLCQ-TDMB | CH 11-A (199.280MHz) | 1㎾   | 충남 서북부, 경기 남부 일부 |
| U-KBS     | KBS STAR          | HLKI-TDMB | CH 11-B (201.008MHz) | 1㎾   | 충남 서북부, 경기 남부 일부 |
| U-KBS     | HD KBS STAR       | HLKI-TDMB | CH 11-B (201.008MHz) | 1㎾   | 충남 서북부, 경기 남부 일부 |
| U-KBS     | KBS HEART         | HLKI-TDMB | CH 11-B (201.008MHz) | 1㎾   | 충남 서북부, 경기 남부 일부 |
| U-KBS     | KBS MUSIC         | HLKI-TDMB | CH 11-B (201.008MHz) | 1㎾   | 충남 서북부, 경기 남부 일부 |
| TJB u     | TJB-SBSu          | HLDF-TDMB | CH 11-C (202.736MHz) | 1㎾   | 충남 서북부, 경기 남부 일부 |
| TJB u     | CJB-mYTN          | HLDF-TDMB | CH 11-C (202.736MHz) | 1㎾   | 충남 서북부, 경기 남부 일부 |

## 옥마산 중계소
- 연 위치 : 충남 보령시 성주면 개화리 산23-4

| 디지털TV  |              |           |                     |       |                                       |
| 가상채널  | 방송국명     | 호출부호  | 물리채널            | 출력  | 가시청권                              |
| CH 6-1    | TJB DTV      | HLDF-DTV  | CH 48               | 90㎾  | 보령, 홍성 일부, 태안 일부, 서천 일부 |
| CH 7-1    | KBS대전 DTV2 | HLQT-DTV  | CH 36               | 90㎾  | 보령, 홍성 일부, 태안 일부, 서천 일부 |
| CH 9-1    | KBS대전 DTV1 | HLKI-DTV  | CH 28               | 90㎾  | 보령, 홍성 일부, 태안 일부, 서천 일부 |
| CH 10-1   | EBS 1TV      | HLQL-DTV  | CH 49               | 90㎾  | 보령, 홍성 일부, 태안 일부, 서천 일부 |
| CH 10-2   | EBS 2TV      | HLQL-DTV  | CH 49               | 90㎾  | 보령, 홍성 일부, 태안 일부, 서천 일부 |
| CH 11-1   | 대전MBC DTV  | HLCQ-DTV  | CH 30               | 90㎾  | 보령, 홍성 일부, 태안 일부, 서천 일부 |
| FM라디오  |              |           |                     |       |                                       |
| 채널      | 방송국명     | 호출부호  |                     | 출력  | 가시청권                              |
| 104.7㎒   | EBS FM       | HLQL-FM   |                     | 0.1㎾ | 보령, 홍성 일부, 태안 일부, 서천 일부 |
| 지상파DMB |              |           |                     |       |                                       |
| 앙상블명  | 방송국명     | 호출부호  | 채널(주파수)        | 출력  | 가시청권                              |
| TJB u     | TJB-SBSu     | HLCQ-TDMB | CH 11C (202.736MHz) | 2㎾   | 보령, 홍성 일부, 태안 일부, 서천 일부 |
| TJB u     | CJB-mYTN     | HLCQ-TDMB | CH 11C (202.736MHz) | 2㎾   | 보령, 홍성 일부, 태안 일부, 서천 일부 |

## 영동 송신소
- 연 주소:충북 영동군 영동읍 화동리 산10

| FM라디오 |              |          |       |             |
| 주파수   | 방송국명     | 호출부호 | 출력  | 가시청권    |
| 99.3MHz  | 영동국악방송 | HLEK-FM  | 0.1㎾ | 영동군 일원 |

## 청주 중계소
- 연 주소 : 충북 청주시 서원구 성화동 456 KBS청주방송총국

| FM라디오 |              |          |       |           |
| 채널     | 방송국명     | 호출부호 | 출력  | 가시청권  |
| 105.1㎒  | EBS FM       | HLQL-FM  | 0.1㎾ | 청주 일대 |
| 107.5MHz | 청주국악방송 | HLEK-FM  | 1㎾   | 청주 일대 |

## 향적산 중계소
- 연 주소 : 충남 계룡시 엄사면 향한리 산50-1

| 디지털TV  |                |           |                      |       |                                  |
| 가상채널  | 방송국명       | 호출부호  | 물리채널             | 출력  | 가시청권                         |
| CH 6-1    | TJB 대전방송TV | HLDF-DTV  | CH 43                | 90W   | 논산, 계룡, 공주 일부, 부여 일부 |
| CH 11-1   | 대전MBC TV     | HLCQ-DTV  | CH 47                | 90W   | 논산, 계룡, 공주 일부, 부여 일부 |
| FM라디오  |                |           |                      |       |                                  |
| 주파수    | 방송국명       | 호출부호  |                      | 출력  | 가시청권                         |
| 100.1MHz  | KFN국군방송    | HLSE-FM   |                      | 0.2㎾ | 논산, 계룡, 공주 일부            |
| 지상파DMB |                |           |                      |       |                                  |
| 앙상블명  | 방송국명       | 호출부호  | 채널(주파수)         | 출력  | 가시청권                         |
| TJB u     | TJB-SBSu       | HLDF-TDMB | CH 11-C (202.736MHz) | 90W   | 논산, 계룡, 공주 일부, 부여 일부 |
| TJB u     | CJB-mYTN       | HLDF-TDMB | CH 11-C (202.736MHz) | 90W   | 논산, 계룡, 공주 일부, 부여 일부 |

## 황간 중계소
- 연 주소 : 충북 영동군 매곡면 노천리 산3-17

| 디지털TV  |             |          |                      |      |             |
| 가상채널  | 방송국명    | 호출부호 | 물리채널             | 출력 | 가시청권    |
| CH 10-1   | EBS 1TV     | HLQL-DTV | CH 18                | 20㎾ | 충북 영동군 |
| CH 10-2   | EBS 2TV     | HLQL-DTV | CH 18                | 20㎾ | 충북 영동군 |
| 지상파DMB |             |          |                      |      |             |
| 앙상블명  | 방송국명    | 호출부호 | 채널(주파수)         | 출력 | 가시청권    |
| U-KBS     | KBS STAR    | -        | CH 11-B (201.008MHz) | 20㎾ | 충북 영동군 |
| U-KBS     | HD KBS STAR | -        | CH 11-B (201.008MHz) | 20㎾ | 충북 영동군 |
| U-KBS     | KBS HEART   | -        | CH 11-B (201.008MHz) | 20㎾ | 충북 영동군 |
| U-KBS     | KBS MUSIC   | -        | CH 11-B (201.008MHz) | 20㎾ | 충북 영동군 |

## 흑성산 중계소
- 연 주소 : 충남 천안시 동남구 목천읍 교촌리 산32-4
- 연 주소 : 충남 천안시 동남구 목천읍 지산리 산11-3

| 디지털TV  |                   |           |                      |       |                                                                                    |
| 가상채널  | 방송국명          | 호출부호  | 물리채널             | 출력  | 가시청권                                                                           |
| CH 6-1    | TJB-TV            | HLDF-DTV  | CH 45                | 1㎾   | 천안, 아산, 평택, 안성 일부, 예산 일부, 당진 일부, 세종 일부, 청주 일부, 진천 일부 |
| CH 7-1    | KBS대전2TV        | HLQT-DTV  | CH 50                | 1㎾   | 천안, 아산, 평택, 안성 일부, 예산 일부, 당진 일부, 세종 일부, 청주 일부, 진천 일부 |
| CH 9-1    | KBS대전1TV        | HLKI-DTV  | CH 44                | 1㎾   | 천안, 아산, 평택, 안성 일부, 예산 일부, 당진 일부, 세종 일부, 청주 일부, 진천 일부 |
| 10-1      | EBS 1TV           | HLQL-DTV  | CH 51                | 1㎾   | 천안, 아산, 평택, 안성 일부, 예산 일부, 당진 일부, 세종 일부, 청주 일부, 진천 일부 |
| 10-2      | EBS 2TV           | HLQL-DTV  | CH 51                | 1㎾   | 천안, 아산, 평택, 안성 일부, 예산 일부, 당진 일부, 세종 일부, 청주 일부, 진천 일부 |
| CH 11-1   | 대전MBC-TV        | HLCQ-DTV  | CH 46                | 1㎾   | 천안, 아산, 평택, 안성 일부, 예산 일부, 당진 일부, 세종 일부, 청주 일부, 진천 일부 |
| FM라디오  |                   |           |                      |       |                                                                                    |
| 주파수    | 방송국명          | 호출부호  |                      | 출력  | 가시청권                                                                           |
| 89.9㎒    | KBS대전 제1라디오 | HLKI-SFM  |                      | 1W    | 충남 서북부, 경기 남부, 충북 중부                                                  |
| 95.5㎒    | TJB POWER FM      | HLDF-FM   |                      | 100㎾ | 충남 서북부, 경기 남부, 충북 중부                                                  |
| 103.1㎒   | tbn충남교통방송   | HLEP-FM   |                      | 100㎾ | 충남 서북부, 경기 남부, 충북 중부                                                  |
| 지상파DMB |                   |           |                      |       |                                                                                    |
| 앙상블명  | 방송국명          | 호출부호  | 채널(주파수)         | 출력  | 가시청권                                                                           |
| MY MBC    | my MBC11          | HLCQ-TDMB | CH 11-A (199.280MHz) | 1㎾   | 천안, 아산, 평택, 안성 일부, 예산 일부, 당진 일부, 세종 일부, 청주 일부, 진천 일부 |
| U-KBS     | KBS STAR          | HLKI-TDMB | CH 11-B (201.008MHz) | 1㎾   | 천안, 아산, 평택, 안성 일부, 예산 일부, 당진 일부, 세종 일부, 청주 일부, 진천 일부 |
| U-KBS     | HD KBS STAR       | HLKI-TDMB | CH 11-B (201.008MHz) | 1㎾   | 천안, 아산, 평택, 안성 일부, 예산 일부, 당진 일부, 세종 일부, 청주 일부, 진천 일부 |
| U-KBS     | KBS HEART         | HLKI-TDMB | CH 11-B (201.008MHz) | 1㎾   | 천안, 아산, 평택, 안성 일부, 예산 일부, 당진 일부, 세종 일부, 청주 일부, 진천 일부 |
| U-KBS     | KBS MUSIC         | HLKI-TDMB | CH 11-B (201.008MHz) | 1㎾   | 천안, 아산, 평택, 안성 일부, 예산 일부, 당진 일부, 세종 일부, 청주 일부, 진천 일부 |
| TJB u     | TJB-SBSu          | HLDF-TDMB | CH 11-C (202.736MHz) | 1㎾   | 천안, 아산, 평택, 안성 일부, 예산 일부, 당진 일부, 세종 일부, 청주 일부, 진천 일부 |
| TJB u     | CJB-mYTN          | HLDF-TDMB | CH 11-C (202.736MHz) | 1㎾   | 천안, 아산, 평택, 안성 일부, 예산 일부, 당진 일부, 세종 일부, 청주 일부, 진천 일부 |